# Amalrik 2. af Jerusalem
Amalrik eller Aimery af Lusignan (latin: Aimericus, græsk: Αμωρί, Amorí; ca. 1152 – 1. april 1205), var den første konge af Cypern fra 1196 til sin død. Han regerede også som konge af Jerusalem efter at have ægtet Isabella 1. af Jerusalem i 1197 til sin død. Han var en yngre søn af Hugo 8. af Lusignan, en adelsmand fra Poitou. Efter at have deltaget i et oprør mod Henrik 2. af England i 1168, rejste han til Det hellige land og bosatte sig i Kongeriget Jerusalem.
Hans ægteskab med Eschiva af Ibelin (hvis far, Balduin af Ibelin, var en indflydelsesrig adelsmand) styrkede hans stilling i kongeriget. Hans yngre bror, Guy, giftede sig med Sibylla, søster og mulig arving til Balduin 4. af Jerusalem. Balduin gjorde Amalrik til Jerusalems konstabel omkring 1180. Han var en af hærførerne i den kristne hær i Slaget ved Hattin, der den 4. juli 1187 endte i et totalt nederlag til hæren under Saladin, den ayyubiske sultan af Egypten og Syrien.
Amalrik støttede Guy, selv efter at han ifølge de fleste baroner havde mistet sit krav på Kongeriget Jerusalem efter Sibylla og deres to døtres død. Den nye konge af Jerusalem, Henrik 2. af Champagne, arresterede ham for en kort periode. Efter løsladelsen trak han sig tilbage til Jaffa, der var et len tilhørende hans ældre bror Godfred af Lusignan, der havde forladt Det hellige land.
Efter Guys død i maj 1194, valgte hans vasaller på Cypern Amalrik som deres herre. Han accepterede den tysk-romerske kejser Henrik 6.'s overherredømme. Med kejserens tilladelse blev Amalrik kronet til konge af Cypern i september 1197. Han giftede sig hurtigt derefter med Henrik af Champagnes enke, Isabella 1. af Jerusalem. De blev sammen kronet til konge og dronning af Jerusalem i januar 1198. Han underskrev en våbenhvile med Al-Adil 1., ayyubidernes sultan af Egypten, som sikrede den kristne besiddelse af kystlinjen fra Akko til Antiochia. Hans styre var en periode med fred og stabilitet i begge hans riger.

## Tidlige liv
Amalrik blev født før 1155. Han var den femte søn af Hugo 8. af Lusignan og hans hustru, Burgundia af Rancon. Gennem generationer havde hans familie været korsfarere, der drog ud fra deres fødeegn Poitou. Hans oldefar, Hugo 6. af Lusignan, døde i Slaget ved Ramla i 1102; Amalriks bedstefar, Hugo 7. af Lusignan, deltog i Det 2. korstog. Amalriks far drog også til Det hellige land og døde i et muslimsk fængsel i 1160'erne. Tidligere studier henfører fejlagtigt til ham som Amalrik (eller Amaury, dets franske form), men dokumenter har bevist, at han faktisk blev kaldt Aimericus, hvilket er et særskilt navn (selvom det nogle gange blev forvekslet med Amalricus allerede i Middelalderen). Runciman og andre moderne historikere henfører fejlagtigt til ham som Amalrik 2. af Jerusalem, fordi de forvekslede hans navn med Amalrik "1." af Jerusalem.
Amalrik sluttede sig i 1168 ifølge Robert af Torignis krønike til et oprør mod Henrik 2. af England (som også styrede Poitou), men Henrik knuste oprøret. Amalrik rejste derefter til Det hellige land og bosatte sig i Kongeriget Jerusalem. Han blev taget til fange i et slagt og holdt i fangenskab i Damaskus. Traditionelt fortælles det (første gang beskrevet af Filip af Novara og Johan af Ibelin i det 13. århundrede), at hans løsesum blev betalt personligt af kongen af Jerusalem, Amalrik 1.
Ernoul (hvis troværdighed er tvivlsom) hævdede, at Amalrik var Amalrik 1.'s af Jerusalems tidligere hustru Agnes af Courtenays elsker. Amalrik giftede sig med Eschiva af Ibelin, en datter af Balduin af Ibelin, som var en af de mest magtfulde adelsmænd i kongeriget Jerusalem. Amalrik 1- af Jerusalem, der døde den 11. juli 1174, blev efterfulgt af sin tretten år gamle søn af Agnes fra Courtenay, Balduin 4., der led af spedalskhed. Amalrik blev medlem af kongens hof med sin svigerfars støtte.
Amalriks yngste bror, Guy, giftede sig med Balduin 4.'s søster, enken Sibylla, i april 1180. Ernoul skrev, det var Amalrik, der havde fortalt om sin bror til hende og hendes mor, Agnes af Courtenay, og beskrev ham som en smuk og charmerende ung mand. Amalrik, fortsætter Ernoul, hastede tilbage til Poitou og overtalte Guy til at komme til kongeriget, selvom Sibylla havde lovet sig selv væk til Amalriks svigerfar. En anden kilde, Vilhelm af Tyrus, næver ikke, at Amalrik havde spillet nogen rolle i ægteskabet mellem sin bror og kongens søster. Derfor er mange dele af Ernouls fortælling (særligt Amalriks påståede rejse til Poitou) sandsynligvis opfundet.

## Jerusalems Konstabel
Amalrik blev først nævnt som Jerusalems konstabel den 24. februar 1182. Ifølge Steven Runciman og Malcolm Barber havde han allerede fået embedet kort efter at hans forgænger, Humfried 2. af Toron, var død i april 1179. Historikeren Bernard Hamilton skriver, at Amalriks udnævnelse var en konsekvens af hans brors voksende indflydelse, og han blev først udnævnt omkring 1181.
Saladin, ayyubidernes sultan af Egypten og Syrien, iværksatte et felttog mod Kongeriget Jerusalem den 29. september 1183. Amalrik besejrede sultanens tropper i en mindre træfning med støtte fra sin svigerfar og hans bror, Balian af Ibelin. Efter sejren kunne korsfarernes hovedhær komme så tæt på som en kilde nær Saladins lejr og tvinge ham til at trække sig tilbage ni dage senere. Under felttoget viste det sig, at de fleste baroner i riget ikke var villige til at samarbejde med Amalriks bror, Guy, som var den udpegede arving til Balduin 4.  Den langsomt døende konge afskedigede Guy og fik sin fem år gamle nevø (Guys stedsøn), Balduin 5., udnævnt til sin medhersker den 20. november 1183.
I begyndelsen af 1185 besluttede Balduin 4., at paven, den tysk-romerske kejser og kongerne af Frankrig og England skulle anmodes om at vælge mellem hans søster, Sibylla, og deres halvsøster, Isabella, hvis Balduin 5. døde, før han nåede at blive myndig. Den spedalske konge døde i april eller maj 1185, hans nevø i sensommeren 1186. Idet man ignorerede Balduin 4.'s dekret, blev Sibylla udråbt til dronning af sine stønner, og hun kronede sin mand, Guy, til konge. Amalrik blev ikke nævnt blandt dem, der var til stede ved ceremonien, men han støttede naturligvis, ifølge Hamilton, sin bror og svigerinde.
Som Konstabel organiserede Amalrik Kongeriget Jerusalems hær i enheder inden Slaget ved Hattin, der endte med Saladins totale sejr den 4. juli 1187. Sammen med de fleste af den kristne hærs ledere blev Amalrik taget til fange på slagmarken. Under belejringen af Ashkelon lovede Saladin forsvarerne, at han ville frigive ti personer, efter deres ønske, hvis de overgav sig. Amalrik og Guy var blandt dem, som forsvarerne nævnte, inden de overgav sig den 4. september, men Saladin udsatte deres løsladelse til foråret 1188.
Amalrik forblev en loyal støtte til sin bror, selv efter at Guy ifølge de fleste af rigets baroner havde mistet sit krav på Kongeriget Jerusalem efter Sibylla og deres to døtres død i slutningen af 1190. Guys modstandere støttede Konrad af Montferrat, som blev gift med Sibyllas halvsøster Isabella i slutningen af november. En forsamling af rigets adelsmænd erklærede enstemmigt Konrad den retmæssige konge den 16. april 1192. Uagtet at Konrad var blevet myrdet blot tolv dage forinden, giftede hans enke sig i al hast med Henrik af Champagne, som blev valgt til konge af Jerusalem. For at kompensere Guy for tabet af Jerusalem bemyndigede Richard 1. af England ham til at købe øen Cypern (som Richard havde erobret i maj 1191) fra tempelridderne. Han skulle også betale 40.000 bezants til Richard, som gav ansvaret for at indsamle beløbet fra Guy til Henrik of Champagne. Guy bosatte sig i Cypern i begyndelsen af maj.
Amalrik forblev i Kongeriget Jerusalem, som blev reduceret til en smal stribe land langs Middelhavets kyst fra Jaffa til Tyrus. Henrik af Champagne beordrede, at købmændene fra Pisa skulle udvises fra Akko i maj, fordi han beskyldte dem for at være i ledtog med Guy af Lusignan. Efter at Amalrik var gået ind og forsvaret købmændene, fik kongen ham arresteret. Amalrik blev kun frigivet efter krav fra tempelriddernes og johanitterordenens stormestre. Han trak sig tilbage til Jaffa, som Richard Løvehjerte havde givet Amalriks ældste bror, Godfred af Lusignan.

## Regentskab

### Herre over Cypern
Guy døde i maj 1194 og testamenterede Cypern til sin ældre bror, Godfred. Imidlertid var Godfred allerede vendt tilbage til Poitou, så Guys vasaller valgte Amalrik til deres nye herre. Henrik af Champagne krævede retten til at blive hørt om arven til Cypern, men de cypriotiske adelsmænd ignorerede ham. Omkring samme tid erstattede Henrik af Champagne Amalrik med John af Ibelin som Jerusalem konstabel.
Amalrik indså, at Cyperns skatkammer næsten var tomt, fordi hans bror ,ifølge Ernoul, havde bortforæret de fleste landbesiddelser på øen til sine støtter. Han indkaldte sine vasaller til en forsamling. Efter at have understreget, at hver af dem ejede mere jord, end han havde, overtalte han dem én efter én "enten ved magt, venskab eller aftale" til at overgive noget deres leje og jord.
Amalrik sendte en ambassade til pave Celestin 3. og bad ham oprette romersk-katolske bispedømmer på Cypern. Han sendte også sin repræsentant, Rainier af Gibelet, til den tysk-romerske kejser, Henrik 6., og foreslog, at han ville anerkende kejserens overherredømme, hvis kejseren sendte ham en kongekrone. Amalrik ønskede først og fremmest at sikre kejserens hjælp mod en potentiel byzantinsk invasion af Cypern, men han ønskede også at styrke sin egen legitimitet som konge. Rainier af Gibelet svor loyalitet over for Henrik 6. på vegne af Amalrik i Gelnhausen i oktober 1196. Kejseren, der havde besluttet at lede et korstog til Det hellige land, lovede at han personligt ville krone Amalrik til konge. Han sendte ærkebiskopperne af Brindisi og Trani for at bringe et gyldent scepter til Amalrik som et symbol på hans ret til at herske over Cypern.

### Konge af Cypern
Henrik 6.'s to udsendinge landede i Cypern i april eller maj 1196. Amalrik kan have antaget kongetitlen omkring det tidspunkt, fordi pave Celestin betegnede ham allerede som konge i et brev fra december 1196. I samme måned, oprettede paven et romersk-katolsk ærkebispedømme i Nicosia med tre suffraganbiskopper i Famagusta, Limassol og Paphos.  De græsk-ortodokse biskopper blev ikke udvist, men deres ejendomme og indkomst blev beslaglagt af de nye katolske prælater.
Henrik 6.'s kansler, Konrad, biskop af Hildesheim, kronede Amalrik til konge i Nicosia i september 1197. Amalrik gav sin hyldest til kansleren. Adelsmændene, der ejede len både på Cypern og i Kongeriget Jerusalem, ønskede at skabe en forsoning mellem Amalrik og Henrik af Champagne.  En af dem, Balduin af Beisan, Cyperns konstabel, overtalte Henrik af Champage til at besøge Cypern i begyndelsen af 1197. De to konger sluttede fred og besluttede, at Amalriks tre sønner skulle giftes med Henriks tre døtre. Henrik frasagde sig også den gæld, som Amalrik stadig skyldte ham for Cypern, og tillod Amalrik at besætte Jaffa med sine tropper. Amalrik sendte Reynald Barlais for at overtage Jaffa. Amalrik brugte atter titlen som Jerusalems konstabel i november 1197, hvilket antyder, at han også havde generhvervet dette embede som en konsekvens af hans traktat med Henrik af Champagne.

### Konge af to riger
Henrik af Champagne faldt ned fra et vindue i sit palads i Akko og døde den 10. september 1197. Den aristokratiske, men alligevel fattige Ralf af Saint Omer var en af de mulige kandidater til at efterfølge ham, men militærordenernes stormestre modsatte ham heftigt. Et par dage senere besatte Al-Adil 1., Ayyubidernes sultan af Egypten, Jaffa.
Konrad af Wittelsbach, ærkebiskop af Mainz, der ankom til Akko den 20. september, var den første til at foreslå, at kronen skulle tilbydes Amalrik. Da Amalriks første hustru var død, kunne han gifte sig med enken Isabella 1. af Jerusalem, som var dronningen. Selvom Aymar, patriarken af Jerusalem, sagde, at ægteskabet ikke ville være kanonisk, påbegyndte Joscius, ærkebiskop af Tyrus, forhandlinger med Amalrik, der accepterede tilbuddet. Patriarken trak også sine indvendinger tilbage og kronede Amalrik og Isabella til konge og dronning i Tyrus i januar 1198.
Den cypriotiske hær kæmpede for kongeriget Jerusalem under Amalriks styre, men ellers administrerede han sine to riger hver for sig. Allerede inden sin kroning forenede Amalrik sine styrker med de tyske korsfarere, der var under kommando af hertugen af Brabant,Henrik 1., for at indlede et felttog mod de ayyubidernes tropper. De tvang Al-Adil til at trække sig tilbage og erobrede Beirut den 21. oktober. Han belejrede Toron, men han måtte ophæve belejringen den 2. februar, fordi de tyske korsfarere besluttede at vende tilbage til Det tysk-romerske Rige efter at have hørt, at kejser Henrik 6. var død.
Amalrik red mod Tyrus, da fire tyske riddere angreb ham i marts 1198.  Hans følge reddede ham og tog de fire riddere til fange. Amalrik beskyldte Ralf af Saint Omer for at have hyret overfaldsmændene og dømte ham til forvisning uden at blive retsforfulgt af sine ligemænd. Efter Ralfs anmodning blev sagen forelagt for Jerusalems Haute Cour, som fandt, at Amalrik ulovligt havde forvist Ralf. Ikke desto mindre forlod Ralf frivilligt kongeriget og bosatte sig i Tripoli, fordi han vidste, at han havde mistet Amalriks gunst.
Amalrik underskrev en våbenhvile med Al-Adil den 1. juli 1198 og sikrede korsfarernes kontrol over kysten fra Akko så langt som til Antiochia i fem år og otte måneder. Den byzantinske kejser, Alexios 3. Angelos, opgav ikke ideen om at generobre Cypern. Han lovede, at han ville assistere et nyt korstog, hvis pave Innocenc 3. ekskommunikerede Amalrik for at muliggøre en byzantinsk invasion i 1201, men paven afviste ham og understregede, at byzantinerne havde mistet deres ret til Cypern, da Richard 1. af England havde erobret øen i 1191.
Amalrik opretholdt freden med muslimerne, endda da Rainald 2. af Dampierre, der var ankommet i spidsen for 300 franske korsfarere, i begyndelsen af 1202 krævede, at han startede et felttog mod muslimerne. Efter at Amalrik havde mindet ham om, at der var behov for mere end 300 soldater for at kunne føre krig mod ayyubiderne forlod Rainald Kongeriget Jerusalem til fordel for Fyrstendømmet Antiokia. En egyptisk emir indtog en fæstning nær Sidon og foretog plyndringer i det nærliggende område. Efter at Al-Adil ikke kunne stoppe emiren, beslaglagde Amalriks flåde 20 egyptiske skibe, og han rykkede ind i Al-Adils rige. Som gengældelse plyndrede Al-Adils søn, Al-Mu'azzam Isa, regionen Akko. I maj 1204 plyndrede og hærgede Amalriks flåde en lille by ved Nildeltaet i Egypten. Amalriks og Al-Adils repræsentanter underskrev en ny våbenhvile for seks år i september 1204. Al-Adil afstod Jaffa og Ramla til Kongeriget Jerusalem og gjorde de kristne pilgrimsbesøg til Jerusalem og Nazareth mindre besværlige.
Efter at have spist stykker fra en hvid multe, blev Amalrik alvorligt syg. Han døde efter en kort tids sygdom den 1. april 1205. Hans seks år gamle søn, Hugo 1., efterfulgte ham på Cypern, mens hans enke fortsatte med at herske over Kongeriget Jerusalem.

## Eftermæle
Historikeren Mary Nickerson Hardwicke beskriver Amalrik som en "selvsikker, politisk kløgtig, undertiden hård, sjældent sentimentalt overbærende" hersker. Hans styre var præget af fred og konsolidering. Kongeriget Jerusalems jurister værdsatte ham især. Han besluttede at revidere Kongeriget Jerusalems lovgivningen for at specificere de kongelige beføjelser. Johan af Ibelin understregede, at Amalrik havde styret både Cypern og Jerusalem "dygtigt og klogt" indtil sin død.

## Familie
Amalriks første hustru, Eschiva af Ibelin, var den ældste datter af Balduin af Ibelin, herre over Mirabel og Rama, og Richelda af Beisan. De fik fem børn:
- Burgundia, der giftede sig med Walter af Montbéliard, som var regent for hendes yngre bror, Hugo 1. af Cypern, fra 1205 til 1210.[73]
- Helvis, som var hustru til Raimund-Ruben,[74] som var prins af Antiochia fra 1216 til 1219.
- Guy, der døde ung[42]
- Johan, der døde ung[42]
- Hugo 1., der blev gift med Alix af Champagne[42]

Amalriks anden hustru, Isabella 1. af Jerusalem, var den eneste datter af Amalrik 1. af Jerusalem og Maria Komnene. De fik tre børn:
- Sibylla, som var den anden hustru til Leo 2., konge af Armenien.[77]
- Melisende, der blev gift med Bohemund 4. i Antiochia.[78]
- Amalrik, der døde i barndommen, 2. februar 1205.[1]

## Yderligere læsning
- Gerish, Deborah (2006). "Aimery of Lusignan".  I Murray, Alan V. (red.). The Crusades: An Encyclopedia. Vol. 1. ABC-CLIO. s. 24. ISBN 978-1-576-07862-4.